# Ormenophlebia regina
Ormenophlebia regina är en trollsländeart som först beskrevs av Friedrich Ris 1918.  Ormenophlebia regina ingår i släktet Ormenophlebia och familjen jungfrusländor. IUCN kategoriserar arten globalt som otillräckligt studerad. Inga underarter finns listade i Catalogue of Life.